# Jacek Galiński
Jacek Galiński – polski pisarz współczesny, autor głównie komediowych powieści kryminalnych, z wykształcenia scenarzysta.

## Życiorys
Absolwent Warszawskiej Szkoły Filmowej i Wydziału Nauk Ekonomicznych Uniwersytetu Warszawskiego. Laureat konkursu na opowiadanie związanego z Międzynarodowym Festiwalem Kryminału Wrocław 2019, zdobywca tytułu Hultaj Literacki 2019, nominowany do Grand Prix Festiwalu Kryminalna Warszawa 2019. W 2019 wydał debiutancką książkę Kółko się pani urwało, którą rozpoczął pięcioczęściowy cykl z Zofią Wilkońską, wredną i dziarską staruszką.

## Publikacje książkowe[4]

### Cykl Zofia Wilkońska
- Kółko się pani urwało (2019)[1]
- Komórki się pani pomyliły (2019)[1]
- Kratki się pani odbiły (2020)[1]
- Konkurenci się pani pozbyli (2021)[5]
- Koniec się pani nie udał (2022)

### Inne
- Wigilijne opowieści (2020); opowiadanie w zbiorze
- Pawełek i cała reszta (2022); literatura dziecięca
- Czwarte sikanie Bożenki Kowalskiej (2024)[6]